# Prudziszcze (rejon stołpecki)
Prudziszcze (biał. Прудзішча, Prudziszcza; ros. Прудище, Prudiszcze) – chutor na Białorusi, w obwodzie mińskim, w rejonie stołpeckim, w sielsowiecie Naliboki.

## Warunki naturalne
Chutor położony jest na obrzeżach Puszczy Nalibockiej, przy granicy Nalibockiego Rezerwatu Krajobrazowego.

## Historia
W dwudziestoleciu międzywojennym leśniczówka leżąca w Polsce, w województwie nowogródzkim, w powiecie stołpeckim, w gminie Naliboki. W 1921 miejscowość liczyła 6 mieszkańców, zamieszkałych w 1 budynku, wyłącznie Polaków wyznania rzymskokatolickiego.
Po II wojnie światowej w granicach Związku Sowieckiego. Od 1991 w niepodległej Białorusi.